# 아랫니
아랫니는 아래 턱에 난 이를 말한다. 사람 아랫니는 대개 젖니의 경우 좌우 양쪽에 5개씩 10개, 간니의 경우 좌우 양쪽에 8개씩 16개이다.

## 같이 보기
- 이
- 윗니